# Hana Jiříčková
Hana Jiříčková (Brno, 13 giugno 1991) è una modella ceca.

## Agenzie
- Women Management
- Silent Models